# Europsko prvenstvo u karateu 2016.
51. Europsko prvenstvo u karateu održano je od 5. do 8. svibnja 2016. u francuskom gradu Montpellieru. Na prvenstvu se natjecalo 515 karatista iz 46 europskih država u 16 natjecanja.

## Rezultati muški

### Pojedinačno

#### Kata
Damián Hugo Quintero 

  Vu Duc Minh Dack 

  Roman Heydarov 

  Mattia Busato 

#### Kumite do 60 kg
Matias Gomex Garcia 

  Aykut Kaya 

  Emil Pavlov 

  Marko Antić 

#### Kumite do 67 kg
Steven Da Costa 

  Gianluca de Vivo 

  Martial Tadissi Yves 

  Jordan Thomas 

#### Kumite do 75 kg
Rafael Aghajev 

  Erman Eltemur

  Rene Smaal

  Logan Da Costa 

#### Kumite do 84 kg
Uğur Aktaş 

  Meris Muhović

  Noah Bitsch 

  Georgios Tzanos 

#### Kumite iznad 84 kg
Jonathan Horne

  Stefano Maniscalco 

  Enes Erkan 

  Salim Bendiab 

### Ekipno

#### Kata
Francuska 

  Španjolska 

  Hrvatska 

  Turska 

#### Kumite
Francuska 

  Turska 

  Srbija 

  Portugal 

## Rezultati žene

### Pojedinačno

#### Kata
Sandra Sanchez Jamie 

  Sandy Scordo 

  Dilara Bozan 

  Viviana Bottaro 

#### Kumite do 50 kg
Alexandra Recchia 

  Serap Özçelik 

  Jelena Milivojčević

  Marija Koulinkovitič 

- izvor: sportquick.com[6]

#### Kumite do 55 kg
Sara Cardin 

  Anželika Terliuga 

  Busra Tosun 

  Cristina Garcia Ferrer 

#### Kumite do 61 kg
Lucie Ignace

  Merve Coban 

  Ana Lenard 

  Jovana Perković

#### Kumite do 68 kg
Elena Quirici 

  Alisa Buchinger

  Sherilyn Wold 

  Johanna Kneer 

#### Kumite iznad 68 kg
Anne Laure Florentin 

  Helena Kuusisto 

  Dragana Konjević

  Maša Martinović 

### Ekipno

#### Kata
Španjolska 

  Njemačka 

  Italija 

  Turska 

#### Kumite
Azerbajdžan 

  Hrvatska

  Turska 

  Francuska 